# Istocheta subrufipes
Istocheta subrufipes là một loài ruồi trong họ Tachinidae.